# Porteria albopunctata
Porteria albopunctata là một loài nhện trong họ Desidae. Chúng được miêu tả năm 1904 bởi Eugène Simon, và chỉ được tìm thấy ở Chile.